# Verner von Heidenstam
Carl Gustaf Verner von Heidenstam (Olshammar, Suecia, 6 de julio de 1859-Övralid, Suecia, 20 de mayo de 1940) fue un poeta y novelista sueco, ganador del Premio Nobel de Literatura en 1916.
Su intento de ser artista lo llevó a estudiar pintura en la Academia de Estocolmo, que abandonó al poco tiempo para iniciar un extenso viaje por Europa, África y Oriente. Su obra Vallfart och vandringsar (Años de peregrinaje y vagabundeo, 1888), una colección de poemas líricos basados en sus vivencias durante su recorrido en el Oriente, señaló el comienzo de su disidencia con el naturalismo. 
Su amor por la belleza se refleja en Hans Alienus (1892), una novela alegórica. Dikter (Poemas, 1895) y Karolinerna (Los soldados de Carlos, 2 vols., 1897-1898), una novela histórica, llevan en sus páginas la misma pasión nacionalista que en la de sus demás obras. 
Por su obra Nya Dikter (Nuevos poemas, 1915), un volumen de poemas líricos, le fue otorgado el Premio Nobel de Literatura en 1916.

## Obras
- Vallfart och vandringsar (Años de peregrinaje y vagabundeo, 1888)
- Hans Alienus (1892, novela alegórica)
- Dikter (Poemas, 1895)
- Karolinerna (Los soldados de Carlos, 2 vols., 1897-1898)
- Nya Dikter (Nuevos poemas, 1915)